# Forlì-Cesena
Forlì-Cesena is een provincie die is gelegen in de Noord-Italiaanse regio Emilia-Romagna. Ze grenst in het noorden aan de provincie Ravenna, in het oosten aan de republiek San Marino en de provincie Rimini en in het zuidwesten aan de Toscaanse provincies Arezzo en Florence.
Forlì-Cesena heeft zoals de naam al doet vermoeden twee hoofdsteden. Deze situatie is ontstaan in 1992 toen de oorspronkelijke provincie Forlì werd opgesplitst in de provincies Rimini en Forlì-Cesena. De stad Forlì ligt aan de belangrijke Via Emilia. Ze is waarschijnlijk gesticht door de Romeinen in 181 voor Christus die het Forum Livii noemden. Uit deze periode is vrijwel niets meer terug te vinden in de stad. Belangrijkste monument in de hedendaagse stad is de 12e-eeuwse basiliek San Mercuriale met zijn 75 meter hoge bakstenen toren. Ten zuiden van de stad ligt Predappio, vooral bekend vanwege het feit dat Benito Mussolini er zowel geboren als begraven is. Hij heeft zelf twee monumenten laten restaureren waaronder de kerk San Cassiano in Pennini.
Cesena is de andere hoofdstad, minder groot en minder bezienswaardig dan Forlì. De belangrijkste attractie vormt hier de Biblioteca Malatestiana, een bewaard gebleven kloosterbibliotheek uit de Renaissance. Aan de kust ligt de badplaats Cesenatico met haar oude centrum langs de haven. Het is een van de belangrijkste vissershavens van de Adriatische Zee. Het bergachtige binnenland van de provincie is dunbevolkt. De uitgestrekte bossen in het grensgebied met de Toscaanse provincie Arezzo zijn tot nationaal park verklaard.

## Belangrijke plaatsen
- Forlì (110.209 inw.)
- Cesena (93.066 inw.)
- Cesenatico (21.370 inw.)
- Savignano sul Rubicone (14.890 inw.)

## Foto's

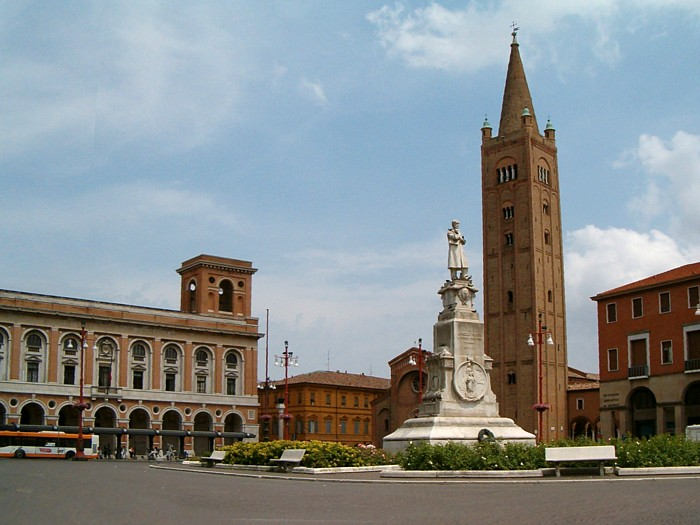
Forli